# Arthur Hugh Clough

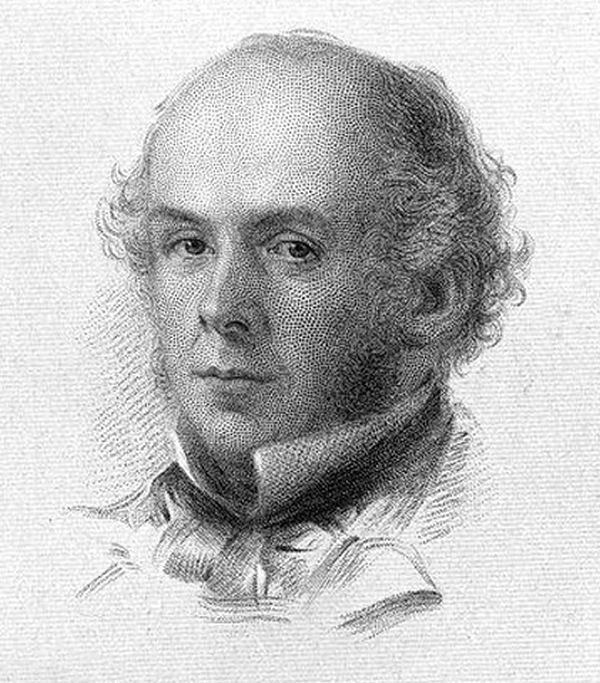
Arthur Hugh Clough 1860

Arthur Hugh Clough (* 1. Januar 1819 in Liverpool; † 13. November 1861 in Florenz) war ein britischer Dichter.

## Leben
Clough wurde als Sohn des Waliser Baumwollhändlers James Butler Clough und von Anne Perfect geboren. Seine Schwester war die Frauenrechtlerin Anne Clough. 1822 wanderte die Familie nach Charleston (South Carolina) aus, 1828 kehrte er mit seinem älteren Bruder Charles nach England zurück und besuchte die Schule in Chester, ab 1829 die Rugby School in Rugby (Warwickshire). Nach Besuch des Balliol College studierte er am Balliol College der University of Oxford, wo er anschließend auch als Dozent arbeitete. Anfangs von John Henry Newman beeinflusst, wurde er später zum Skeptiker. 1848 gab er seinen Lehrstuhl wegen Gewissensskrupeln auf. Nach Reisen durch Europa wurde er 1849 mit der Verwaltung der Londoner Universität beauftragt. 1851 unternahm er eine Reise durch die USA und wurde 1854 Beamter des Kultusministeriums. Im selben Jahr heiratete er Blanche Smith, eine Cousine von Florence Nightingale. Als Prüfungskommissar für militärische Schulen besuchte er häufig das europäische Festland.
Clough wurde wegen seiner aufrechten und geistvollen Persönlichkeit von Kollegen wie Thomas Carlyle und Ralph Waldo Emerson sehr geschätzt. Eine enge Freundschaft verband ihn mit Matthew Arnold, der ihm posthum seine Dichtung Thyrsis widmete.

## Werke
- The Bothie of Toper-Na-Fuosich. Dichtung, Versidylle 1848 (deutsch: Die Hütte von Toper-na-Fuosich), später unter dem Titel: The Bothie of Toper-Na-Vuolich
- Amours de Voyage, Verserzählung, 1849 (deutsch: Reiseliebschaft)
- Dipsychus, Drama, 1850
- Mari Magno, Kurzgeschichten, 1862
- Poems and Prose Remains, 1869 f.
- Poems, 1968 herausgegeben von A. L. Norrington, 1974 herausgegeben von F. L. Mulhauser
- Selected Prose Works, herausgegeben von B. B. Trawick, 1964
- Correspondence, herausgegeben von F. L. Muhauser, 1957